# حمام الدروازة
حمّام باب الدروازة من حمامات بغداد العامة ويقع في الجانب الغربي من بغداد ويعد من أقدم حمّامات مدينة الكاظمية . ودروازة مخففة من (دروازه)، وهي لفظة فارسية بمعنى الباب المفتوح. وتطلق على أحد أبواب الإمام الكاظم. ان هذا الحمام أصله سرداب، حيث ان بناؤه عبارة عن سرداب ينزل اليه بواسطة سلم له ستة مراقي. وكانت السراديب تستخدم كحمامات عامة، ويبدوا أن هذا الاستخدام كان في فترات متأخرة وحمام باب الدروازة كان واحداً من تلك السراديب، حيث كان مقسوماً إلى جزئين، خصص الأيمن منه للنساء وتميز بمدخل مِزوَر حيث ينعطف الداخل نحو اليمين قبل الدخول إلى قاعة الإستحمام للحفاظ على حرمة النساء، والجزء الأيسر كان للرجال. وقد سُقِّف السرداب بقباب ذات نوافذ صغيرة لغرض الإضاءة. ويقع هذا الحمام في نهاية زقاق بيت الأستربادي الذي كان يعرف باسم (سوق النخلة ) لوجود نخلة في جزء منه، ويرجع تاريخ بناءه إلى أكثر من (400) سنة مضت، ويبدوا أنه كان قائماً حتى فترات الحكم الملكي في العراق حيث كان يتردد إليه في ذلك الوقت هو السيد محمد الصدر رئيس مجلس الأعيان خلال الحكم الملكي .